# كريس جونسون (لاعب كرة قدم أمريكية أمريكي)
كريس جونسون (بالإنجليزية: Chris Johnson)‏ هو لاعب كرة قدم أمريكية أمريكي، ولد في 25 سبتمبر 1979 في تكساس في الولايات المتحدة.

## وصلات خارجية
- كريس جونسون على موقع مرجع كرة القدم المحترفة.كوم (الإنجليزية)